# Heget
För stjärnan Heka/Meissa/Lambda Orionis, se Heka (stjärna).
Heget, även Heqet och Heka, var i egyptisk mytologi en gudinna för barnafödande och död. Hon porträtteras som en groda eller med ett grodhuvud. Hon var dotter till Ra och fru till Khnum och förknippas med Isis.